# Narayanpur (Sarlahi)
Pour les articles homonymes, voir Narayanpur.
Narayanpur (en népalais : नारायणपुर) est un comité de développement villageois du Népal situé dans le district de Sarlahi. Au recensement de 2011, il comptait 3 489 habitants.